# Павленко, Александр Георгиевич
Александр Георгиевич (Григорьевич) Павленко (укр. Олександр Георгійович (Григорович) Павленко; 26 марта 1941, Тарнополь — 11 января 1995, Черновцы) — советский и украинский футболист, выступавший на позициях полузащитника и защитника. Известный благодаря игре в черновицкой «Буковине» и одесском «Черноморце». После завершения карьеры игрока стал тренером.

## Игровая карьера
Футбольную карьеру начал в дрогобычском «Нефтянике», но уже в 1963 году, переехал в Одессу, где стал играть за местный «Черноморец». Однако, сыграв всего один сезон и переехал в винницкую «Ниву», где по итогам первого же своего сезона вместе с командой смог повыситься в классе. В 1966 году перешёл в черновицкую «Буковину», в которой играл до завершения карьеры в 1971 году. В дебютном сезоне сыграл 38 матчей, в которых забил 2 мяча. Удачным для Павленко оказался сезон 1968 года, в котором черновицкая команда заняла второе место в классе «Б» (1 зона УССР).

## Тренерская карьера
Начал тренерскую карьеру сразу после завершения карьеры игрока в июне 1972 года, возглавив тренерский штаб своего последнего клуба «Буковины», в котором работал в течение одного сезона. В 1981—1985 годах вернулся к работе с клубом и завоевал с командой звание чемпиона УССР в 1982 году. Во время работы Павленко в «Буковине» дебютировал Виктор Олейник, который после завершения игровой карьеры стал работать в тренерском штабе клуба.
В 1989 году возглавил тренерский штаб тернопольской «Нивы». По итогам сезона 1989 года «Нива» завоевала бронзовые награды чемпионата УССР (вторая лига, шестая зона). В сезоне 1992/1993 опять вернулся на тренерский мостик «Буковины» и возглавлял команду на протяжении двух сезонов.
Умер 11 января 1995 года на 54-м году жизни в Черновцах.

## Достижения
В качестве игрока: 
- Победитель Чемпионата УССР: 1964
- Серебряный призёр Чемпионата УССР: 1968

 В качестве главного тренера: 
- Победитель Чемпионата УССР: 1982
- Бронзовый призёр Чемпионата УССР: 1989

## Награды
- Мастер спорта СССР — 1970